# Industribygninger i Danmark
Dette er en liste over industribygninger i Danmark. Den består hovedsageligt af nationale industriminder og fredede industribygninger.

## Hovedstadsregionen

### Bornholm
| Navn                        | Billede | Lokation                     | Dato    | Koordinater | Beskrivelse |
| --------------------------- | ------- | ---------------------------- | ------- | ----------- | ----------- |
| L. Hjorths Terracottafabrik |         | Krystalgade 5, Rønne         | 1871    | [ 1 ]       |             |
| Petersens Røgeri            |         | Sverigesvej 9, Allinge       | 1871    |             | [ 2 ]       |
| Rønne Kraftværk             |         | Lille Madsegade 32-34, Rønne | 1925-38 |             | [ 3 ]       |
| Stenbrudsgården             |         | Krystalgade 5, Rønne         | 1871    |             | [ 4 ]       |

## Region Sjælland
For kommmunerne Greve, Køge, Lekre, Roskilde og Solrød, se Industribygninger i Storkøbenhavn

### Faxe Kommune
| Navn           | Billede | Lokation            | Dato | Koordinater | Beskrivelse |
| -------------- | ------- | ------------------- | ---- | ----------- | ----------- |
| Fakse Kalkbrud |         | Hovedgaden 13, Faxe |      |             | [ 5 ]       |

### Guldborgsund Kommune
| Navn                  | Billede | Lokation                      | Dato | Koordinater | Beskrivelse |
| --------------------- | ------- | ----------------------------- | ---- | ----------- | ----------- |
| Bøtø Nor Pumpestation |         | Møllesøvej 2, 4873 Væggerløse | 1871 |             | [ 6 ]       |
| Slagtehuset           |         | Sydhavnsgade 1, Nykøbing      |      |             | [ 7 ]       |

### Holbæk Kommune
| Navn                    | Billede | Lokation                   | Dato  | Koordinater | Beskrivelse |
| ----------------------- | ------- | -------------------------- | ----- | ----------- | ----------- |
| Audebo Pumpestation     |         | Lundemarksvej 22, Holbæk   | 1875  |             | [ 8 ]       |
| Holbæk Jernstøberi      |         | Lundemarksvej 22, Holbæk   | 1918- |             | [ 9 ]       |
| Holbæk Skibsværft       |         | Havnevej 7, Holbæk         | 1938  |             | [ 10 ]      |
| Knabstrup Keramikfabrik |         | Teglværksvej 30, Knabstrup | 1938  |             | [ 11 ]      |

### Kalundborg Kommune
| Navn                | Billede | Lokation         | Dato | Koordinater | Beskrivelse |
| ------------------- | ------- | ---------------- | ---- | ----------- | ----------- |
| Gørlev Sukkerfabrik |         | Algade 2, Gørlev | 1913 | [ 12 ]      |             |

### Lolland Kommune
| Navn                      | Billede | Lokation                  | Dato    | Koordinater | Beskrivelse |
| ------------------------- | ------- | ------------------------- | ------- | ----------- | ----------- |
| Højbygaard Sukkerfabrik   |         | Fabriksvej 2, Holeby      |         |             | [ 13 ]      |
| Holeby Dieselmotor Fabrik |         | Østervej 2, Holeby        | 1902-05 |             | [ 14 ]      |
| Nakskov Skibsværft        |         | Skibsværftsvej 4, Nakskov |         |             | [ 15 ]      |
| OTA Fabrikken             |         | Gasvej 3, Nakskov         |         |             | [ 16 ]      |

### Næstved Kommune
| Navn                | Billede | Lokation                  | Dato | Koordinater | Beskrivelse |
| ------------------- | ------- | ------------------------- | ---- | ----------- | ----------- |
| Holmegaard Glasværk |         | Glasværksvej 54, Fensmark |      |             | [ 17 ]      |
| Kähler Keramik      |         | Glasværksvej 54, Fensmark |      |             | [ 17 ]      |

### Slagelse Kommune
| Navn                    | Billede | Lokation                | Dato | Koordinater | Beskrivelse |
| ----------------------- | ------- | ----------------------- | ---- | ----------- | ----------- |
| Basnæs Cikorietørreriet |         | Basnæsvej 201, Skælskør |      |             | [ 18 ]      |
| Skælskør Dampmølle      |         | Vestergade 1, Skælskør  | 1853 |             | [ 19 ]      |

### Stevns Kommune
| Navn                  | Billede | Lokation                       | Dato | Koordinater | Beskrivelse |        |
| --------------------- | ------- | ------------------------------ | ---- | ----------- | ----------- | ------ |
| Bjælkerup Jernstøberi |         | Kirkeskovvej 4, Store Heddinge | 1913 |             |             | [ 20 ] |

### Vordingborg Kommune
| Navn                     | Billede | Lokation                 | Dato  | Koordinater | Beskrivelse |
| ------------------------ | ------- | ------------------------ | ----- | ----------- | ----------- |
| Mern Saftstation         |         | Gammel Præstøvej 9, Mern | 1913  |             | [ 21 ]      |
| Støberihallerne i Præstø |         | Adelgade 20, Præstø      | 1887  |             | [ 22 ]      |
| Stege Sukkerfabrik       |         | Kostervej 2-6, Stege     | 1884- |             | [ 23 ]      |

## Fyn

### Assens Kommune
| Navn           | Billede | Lokation                    | Dato | Koordinater | Beskrivelse |
| -------------- | ------- | --------------------------- | ---- | ----------- | ----------- |
| Naarup Savværk |         | Grambovej 28, 5690 Tommerup | 1876 |             | [ 24 ]      |

### Faaborg-Midtfyn Kommune
| Navn             | Billede | Lokation | Dato | Koordinater | Beskrivelse |  |
| ---------------- | ------- | -------- | ---- | ----------- | ----------- |  |
| Fabers Fabrikker |         | Ryslinge |      |             |             |  |

### Odense Kommune
| Navn                    | Billede | Lokation              | Beskrivelse                                                                           |
| ----------------------- | ------- | --------------------- | ------------------------------------------------------------------------------------- |
| Brandts Klædefabrik     |         | Vestergade 73, Odense | [ 25 ]                                                                                |
| Dæhnfeldt Seniorboliger |         |                       | Frøfirmaet Dæhnfeldts frøsilo. Bygningen blev ombygget til seniorboliger i 1999-2000. |
| Dalum Papirfabrik       |         | Dalum                 | [ 25 ]                                                                                |

### Svendborg Kommune
| Navn                 | Billede | Lokation              | Dato | Koordinater | Beskrivelse |        |
| -------------------- | ------- | --------------------- | ---- | ----------- | ----------- | ------ |
| Svendborg Skibsværft |         | Frederiksø, Svendborg |      |             |             | [ 27 ] |

### Esbjerg Kommune
| Navn                      | Billede | Lokation          | Dato | Koordinater | Beskrivelse |
| ------------------------- | ------- | ----------------- | ---- | ----------- | ----------- |
| Bomuldsfabrikkerne i Ribe |         | Torvet 13-15      |      |             | [ 28 ]      |
| Ribe Jernstøberi          |         | Saltgade 11, Ribe |      |             | [ 29 ]      |

### Kolding Kommune
| Navn                                       | Billede | Lokation              | Dato | Koordinater | Beskrivelse |        |
| ------------------------------------------ | ------- | --------------------- | ---- | ----------- | ----------- | ------ |
| Konstantin Hansen & Schrøders Maskinfabrik |         | Låsbygade 48, Kolding | 1894 |             |             | [ 30 ] |

### Tønder Kommune
| Bonevoksfabrikken   |  | Højer                | Tidligere bonevoksfabrik ombygget af ARKKON Arkitekter i 2015-2016. |  |        |
| Skærbæk Uldspinderi |  | Kirkevej 13, Skærbæk |                                                                     |  | [ 32 ] |

### Varde Kommune
| Navn                  | Billede | Lokation                  | Dato    | Koordinater | Descroption                   |
| --------------------- | ------- | ------------------------- | ------- | ----------- | ----------------------------- |
| Hjedding Andelsmejeri |         | Hjeddingvej 2, Ølgod      | 1882    |             | Dannarks første andelsmejeri. |
| Karlsgårdeværket      |         | Karlsgårdevej 64          | 1919-21 |             | [ 34 ]                        |
| Lydum Mølle           |         | Åvej 21, Lydum, Nr. Nebel |         |             | [ 35 ]                        |

### Vejle Kommune
| Navn                               | Billede | Lokation                | Dato | Koordinater | Beskrivelse |
| ---------------------------------- | ------- | ----------------------- | ---- | ----------- | ----------- |
| Th. Wittrups Uldvare & Tæppefabrik |         | Grejsdalsvej 230, Vejle |      |             | [ 24 ]      |

### Vejen Kommune
| Navn                 | Billede | Lokation | Dato | Koordinater | Beskrivelse                                    |
| -------------------- | ------- | -------- | ---- | ----------- | ---------------------------------------------- |
| Alfa Margarinefabrik |         |          |      |             | Tidligere Alfa margarinefabrik ombygget i 2021 |

## Midtjylland

### Aarhus Kommune
| Navn         | Billede | Lokation                       | Dato | Koordinater | Noter | Ref    |
| ------------ | ------- | ------------------------------ | ---- | ----------- | ----- | ------ |
| Elvirasminde |         | Klostergade 32-34, Aarhus      | 1912 |             |       | [ 37 ] |
| Frichs       |         | Søren Frichs Vej 36-42, Åbyhøj |      |             |       | [ 38 ] |

### Horsens Kommune
| Navn    | Billede | Lokation                      | Dato    | Koordinater | Notes | Ref    |
| ------- | ------- | ----------------------------- | ------- | ----------- | ----- | ------ |
| Bastian |         | Emil Møllers Gade 41, Horsens | 1874-85 |             |       | [ 39 ] |

### Syddjurs Kommune
| Navn          | Billede                   | Lokation | Dato | Koordinater | Beskrivelse |
| ------------- | ------------------------- | -------- | ---- | ----------- | ----------- |
| Maltfabrikken | Adelgade 39-41A, Ebeltoft | 1861     |      | [ 40 ]      |             |

## Nordjylland

### Aalborg Kommune
| Navn                     | Billede | Lokation              | Dato | Koordinater | Beskrivelse |  |
| ------------------------ | ------- | --------------------- | ---- | ----------- | ----------- |  |
| C. W. Obels Tobaksfabrik |         | Badehusvej 5, Aalborg | 1898 |             | [ 41 ]      |  |

### Brønderslev Kommune
| Navn                                         | Billede | Lokation                  | Dato | Koordinater | Beskrivelse                                                    |
| -------------------------------------------- | ------- | ------------------------- | ---- | ----------- | -------------------------------------------------------------- |
| Brødrene Larsens Jernstøberi og Maskinfabrik |         | Havnegade 39, Asaa        | 1892 | [ 42 ]      |                                                                |
| Pedershaab Maskinfabrik                      |         | Nørregade 25, Brønderslev |      |             | Selskab grundlagt i 1877. den ældste bygning stammer fra 1899. |

### Frederikshavn Kommune
| Navn                               | Billede | Lokation                       | Dato | Koordinater | Beskrivelse |
| ---------------------------------- | ------- | ------------------------------ | ---- | ----------- | --- |
| Frederikshavn Skibsværft           |         | Havnepladsen 12, Frederikshavn | 1768 |             | Tidligere skibsværft grundlagt i 1913. De bevarede bygninger er fra 1917-18. Området drives i dag som erhvervsområde. |
| Østvendsyssels Andelssvineslagteri |         | Wenbovej 11, Sæby              | 1768 |             | Andelsslagteri grundlagt i 1910. Det ejes i dag af Danish Crown.                                                      |

### Mariagerfjord Kommune
| Navn               | Billede | Lokation | Dato | Koordinater | Beskrivelse                                            |
| ------------------ | ------- | -------- | ---- | ----------- | ------------------------------------------------------ |
| H.I. Bies Bryggeri |         |          | 1768 |             | Bryggeri fra 1841 og fra 1913 også mineralvandsfabrik. |

### Morsø Kommune
| Navn                | Billede | Lokation                     | Dato | Koordinater | Beskrivelse                                                                |
| ------------------- | ------- | ---------------------------- | ---- | ----------- | -------------------------------------------------------------------------- |
| Limfjordskompagniet |         |                              | 1768 |             | Fabrik der fremstillede muslinger på dåse. Den ældste bygning er fra 1910. |
| Morsø Jernstøberi   |         | Holgersgade 7, Nykøbing Mors | 1768 |             | Jernstøberi grundlagt i 1853. To af bygninger er fra 1813-14.              |

### Thisted Kommune
| Navn             | Billede | Lokation | Dato | Koordinater | Beskrivelse                              |
| ---------------- | ------- | -------- | ---- | ----------- | ---------------------------------------- |
| Thisted Bryggeri |         |          | 1899 |             | Byggeri fra 1899 med senere tilføjelser. |